# ビクトリア州立図書館
ビクトリア州立図書館（State Library of Victoria）は、オーストラリアのメルボルンにある図書館。 
244万冊の著作物、街の創始者ジョン・バットマンとジョン・パスコ－・フォークナーの日誌、ジェイムズ・クック船長（通称：キャプテン・クック）の手記、ネッド・ケリーの鎧などを所蔵

## 歴史
- 1853年、副総督チャールズ・ラ・トローブ（Charles La Trobe）、レドモンド・バリ－（Redmond Barry）により建設が決定され、後にメルボルン市庁舎（Melbourne Town Hall）、王立展示館を建設するジョセフ・リードが設計者に選出される。
- 1854年7月3日、メルボルン大学と共に礎石が敷かれる
- 1856年、開館：所蔵数 3,800
- 1859年、Queen's Reading Room (現在の Queen's Hall)開設
- 1913年、Domed Reading Room開設
- 1959年、Domed Reading Room天窓改築
- 1990年から2004年の間に、約2億豪ドルをかけた大規模な改装が行われ、1999年に読書室は閉鎖され、2003年にLa Trobe Reading Room に改名され再開された。これらの改装の結果、世界でも有数の規模の展示型図書館となった。
- 2010年、図書館の南側をUNESCOメルボルン「文学の都市」に先駆け、出版・文学センター「Wheeler Centre」として再オープンした。
- 2015年4月29日、国家予算5540万ドルをかけ、幼児や子供向けスペースや屋上ガーデン・テラスの設置などの改修を行う告知が行われた[2]。

## 施設
前庭

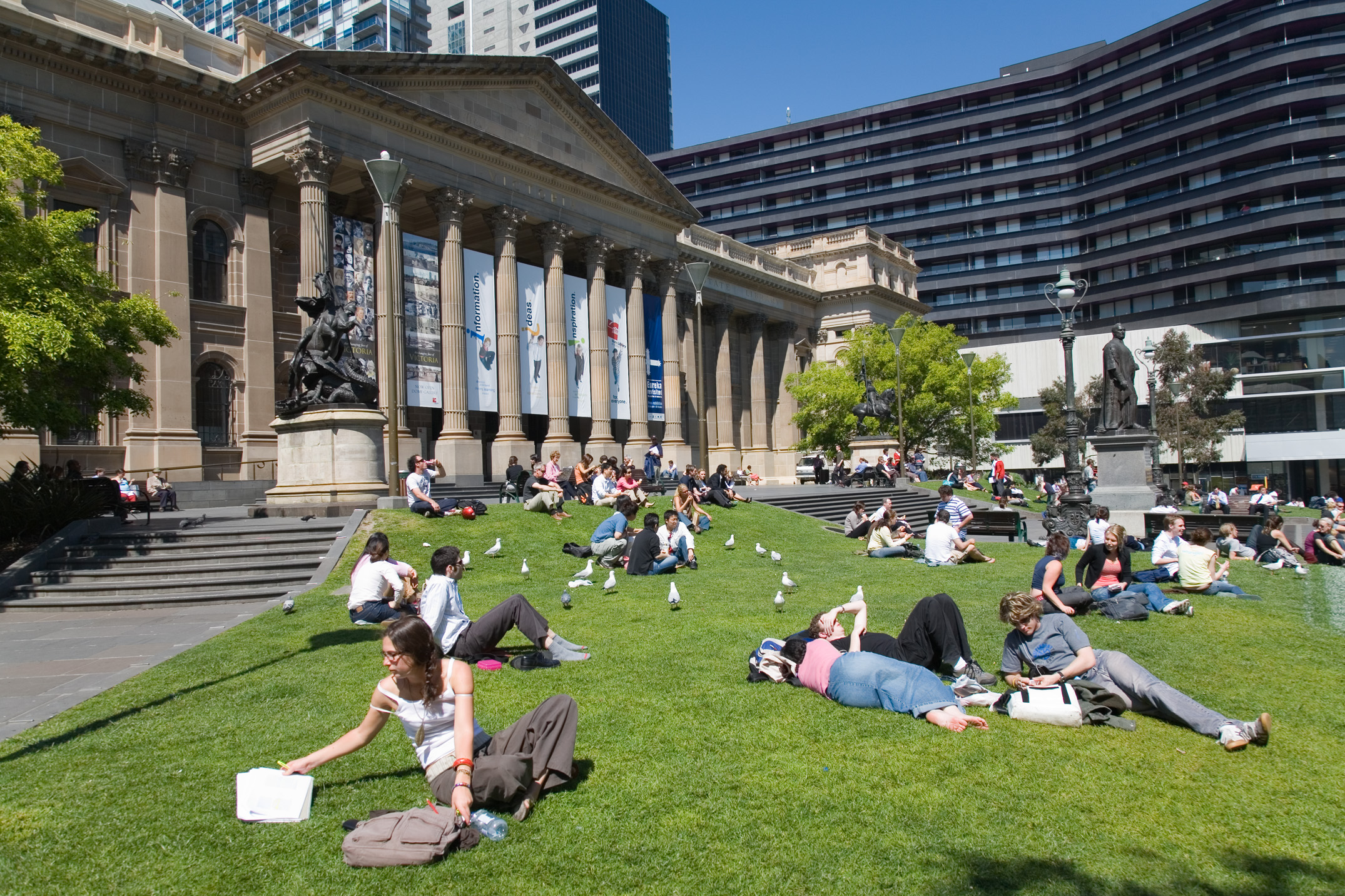
スワンストン通り側の前庭

芝生の開放的なスペースとなっている。日曜日の午後2時30分から午後5時30分まで、講演者フォーラムが行われている。
読書室
- The Dome：図書館内の目玉となる施設。内径、天井高ともに35mの大空間で、600人と100万冊の蔵書を収容できる。
- Chess Reading Room：チェスの歴史、研究、練習に特化して幅広い資料が収められた、ゲームも行える多目的ホールとなっている。
- Redmond Barry Reading Room：もっとも東側にある読書室。現代的な書籍、雑誌、定期刊行物を収蔵している。部屋の中心には、インターネット対応のコンピューターと共有デスクが置かれている。中二階には、フォリオサイズの本と、より独立した勉強机が置かれている。
- Heritage Collections Reading Room：入室には予約が必要。メルボルン市街の地図の写しなど収めれられている。
- Arts Collection Reading Room：芸術、音楽、舞台芸術に関する書籍、定期刊行物、録音物などの幅広い世界的なコレクションを所蔵している。メインルームには図書館のカタログ・データベース・ネットへのアクセスするためのコンピューターワークステーションや、レーザープリンター、複写機、マイクロフィッシュリーダーなどが置かれている。また、映写室や音楽が聞けるブースなどがある。
- Genealogy Reading Room：中庭の一つに設けられた読書室。家系に関するマイクロフィルムとマイクロフィッシュ、印刷された参考資料、データベース、および伝記の幅広いコレクションが所蔵されている。コンピュータやレーザープリンタなど、多くの設備が利用できる。
- Newspaper Reading Room：中庭の一つに設けられた読書室。世界中の新聞やマイクロフィルムやUSBメモリースティックと、それらの読み取り機などが収められている。

## ギャラリー

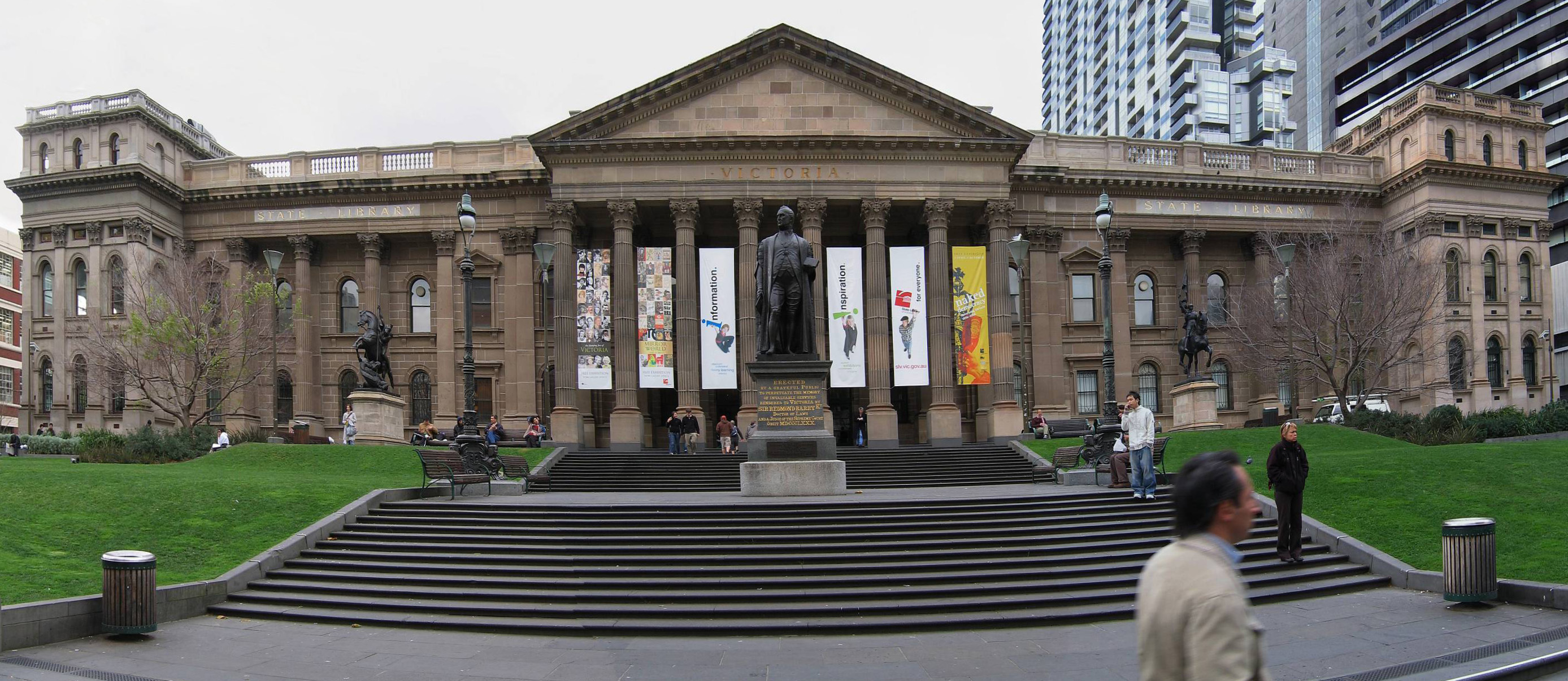
正面玄関
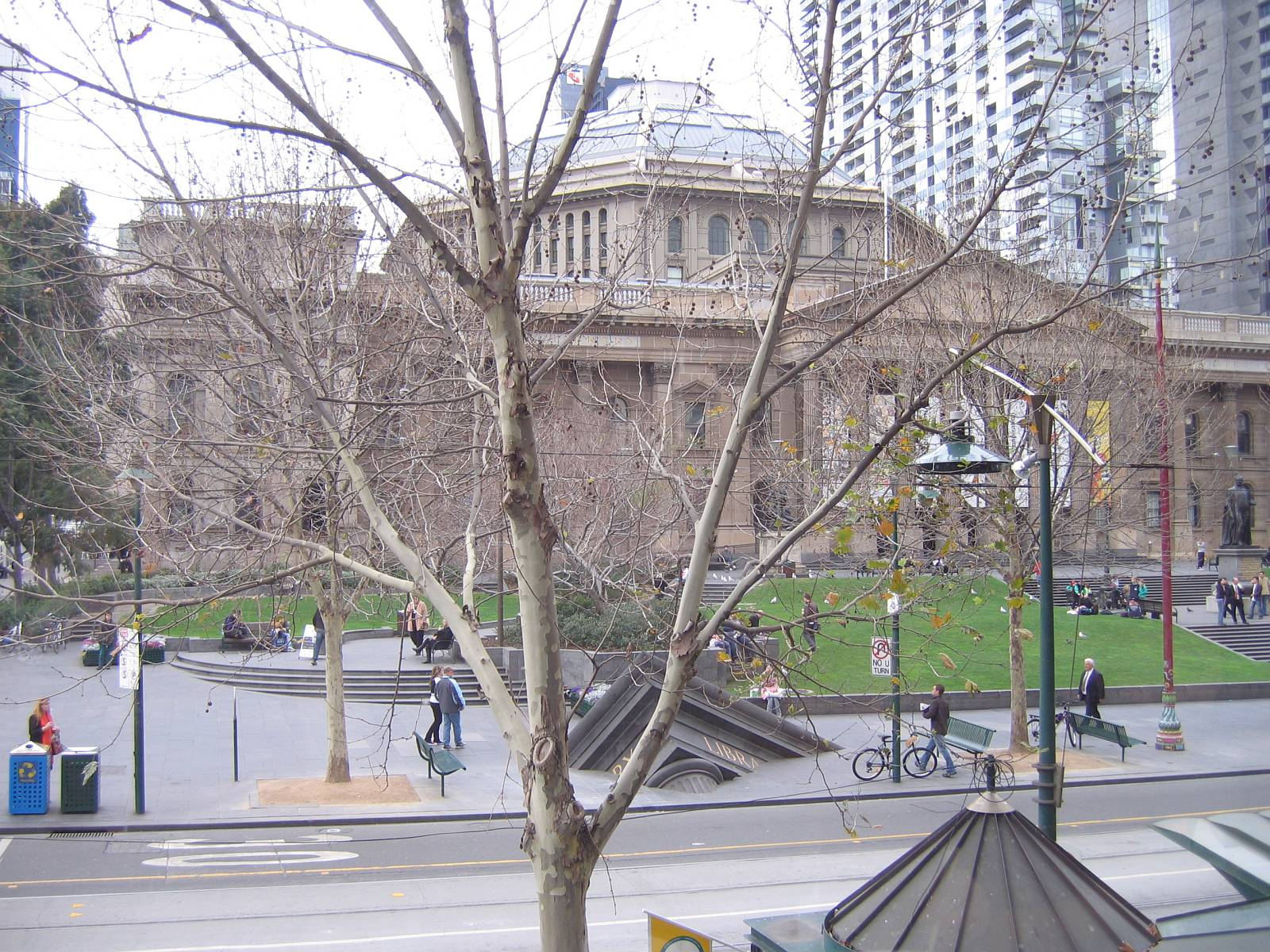
図書館の大屋根
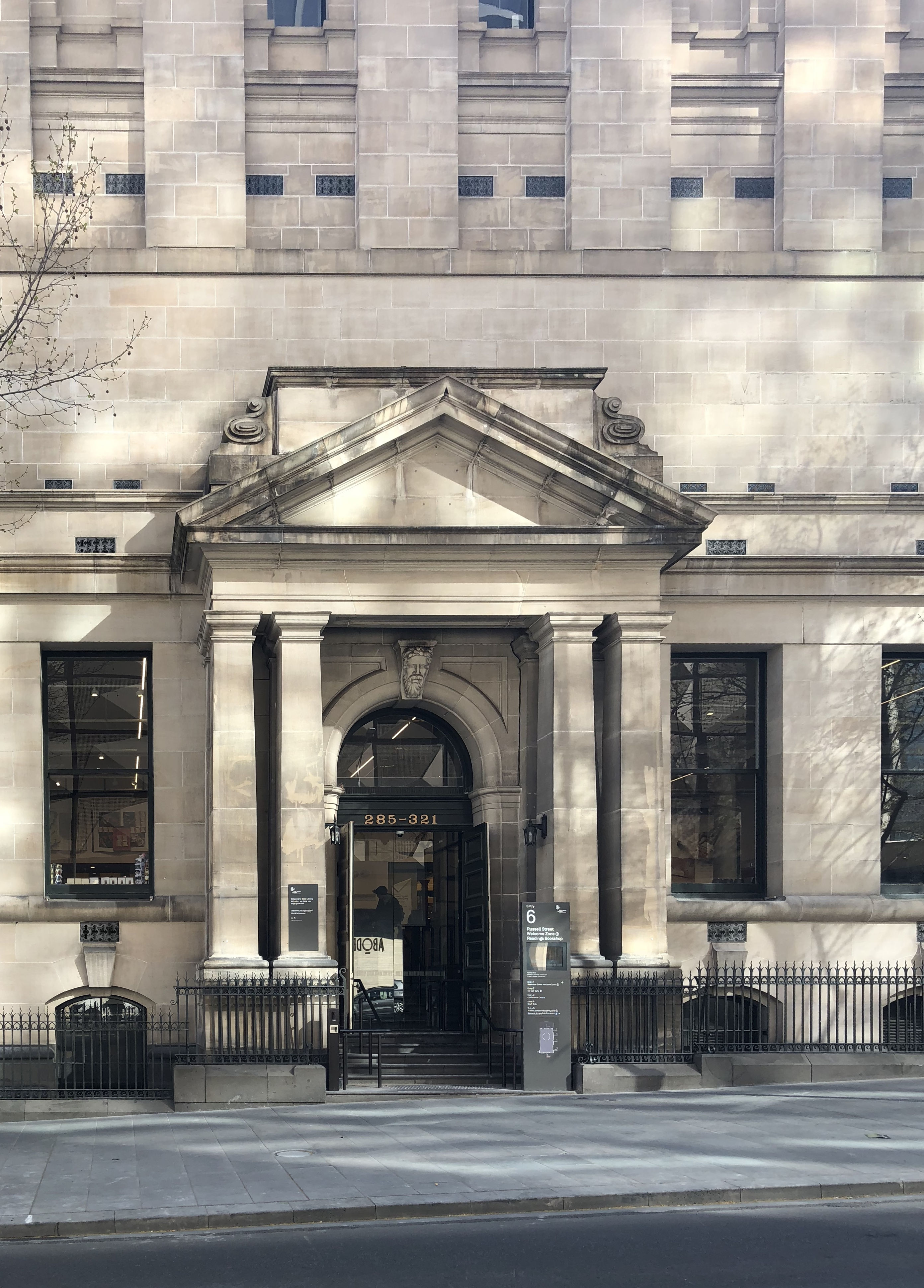
東側道路に面した出入り口
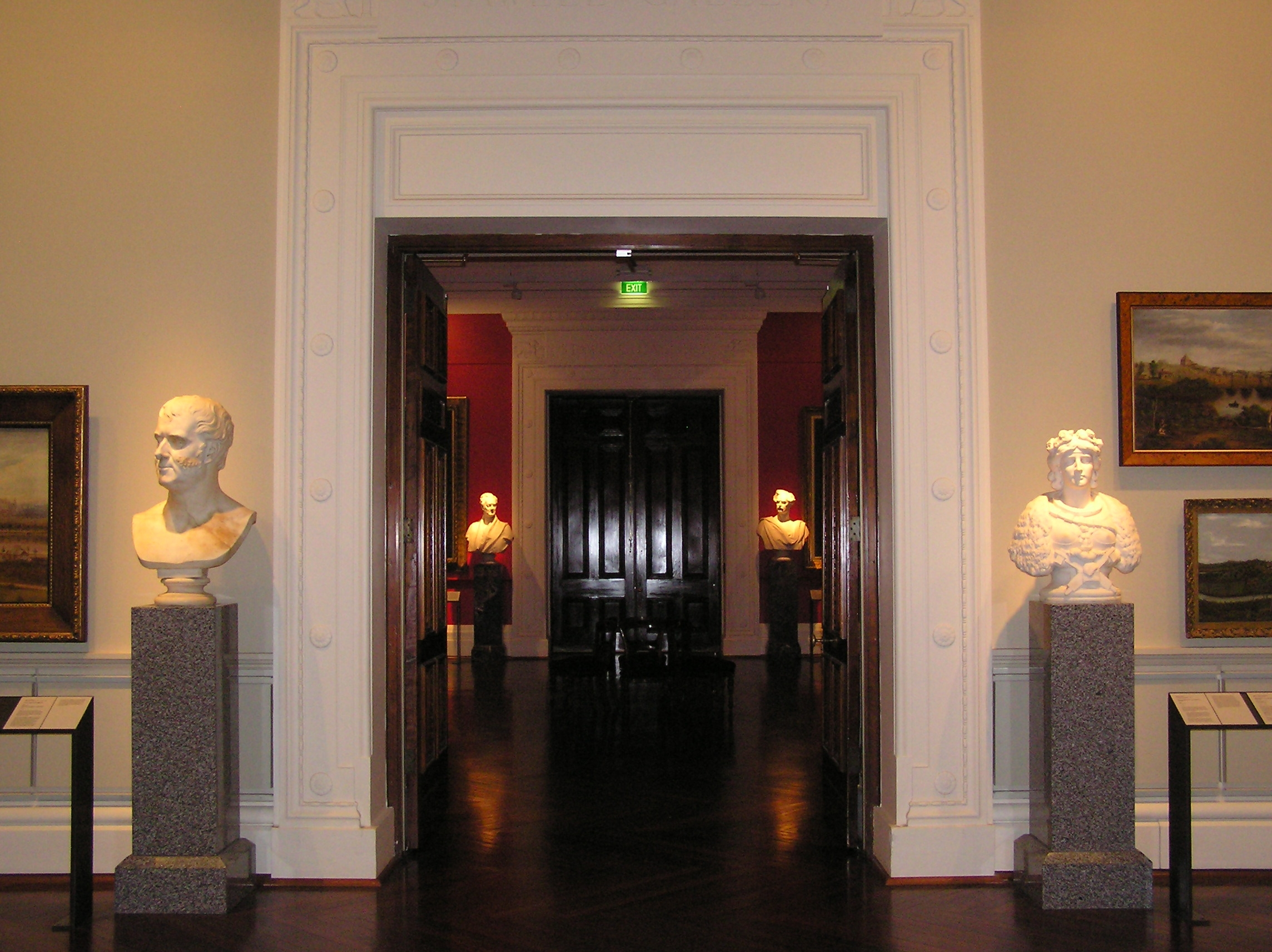
ストーウェル・ギャラリー
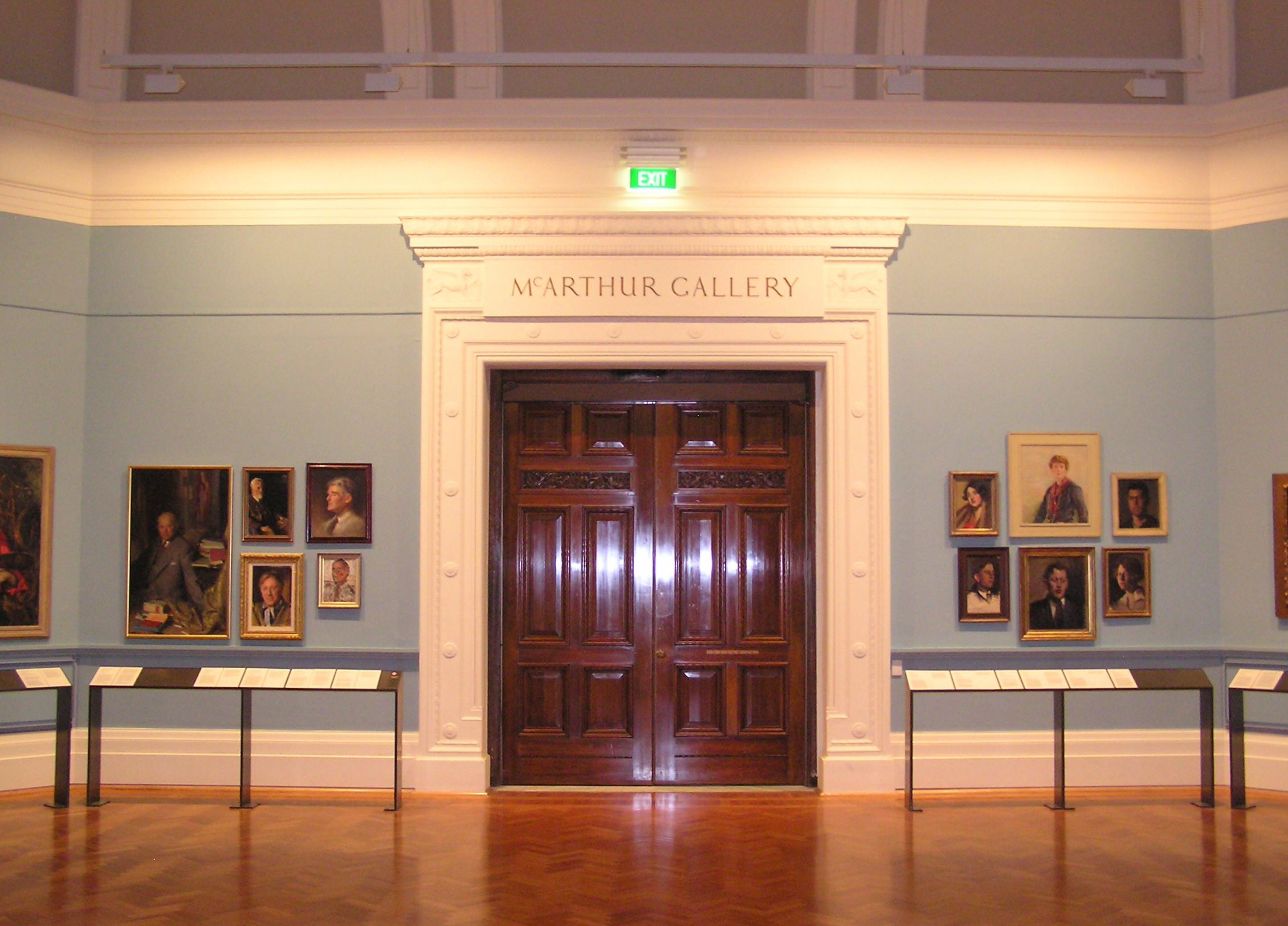
マカーサー・ギャラリー
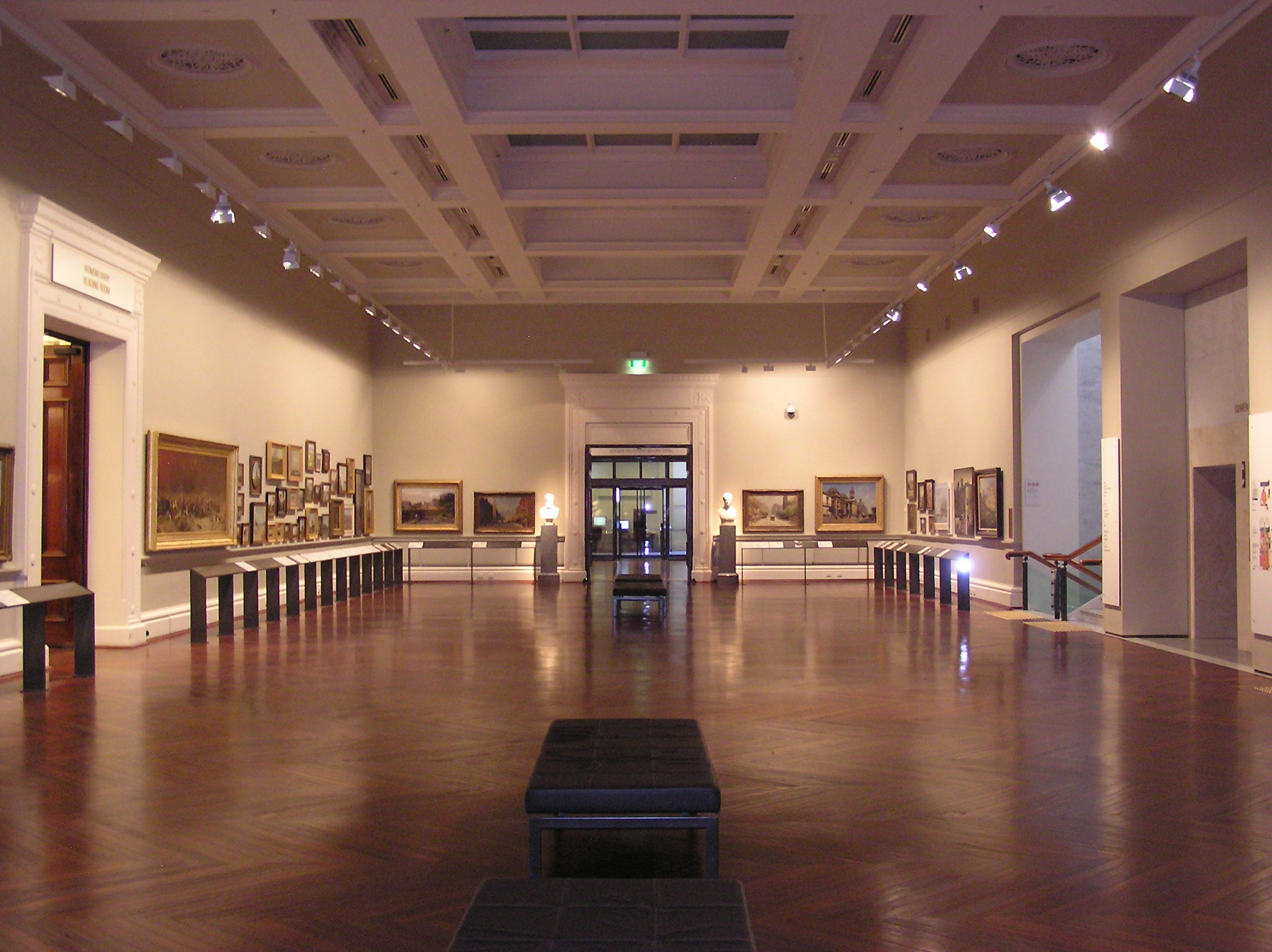
コーエン・ギャラリー
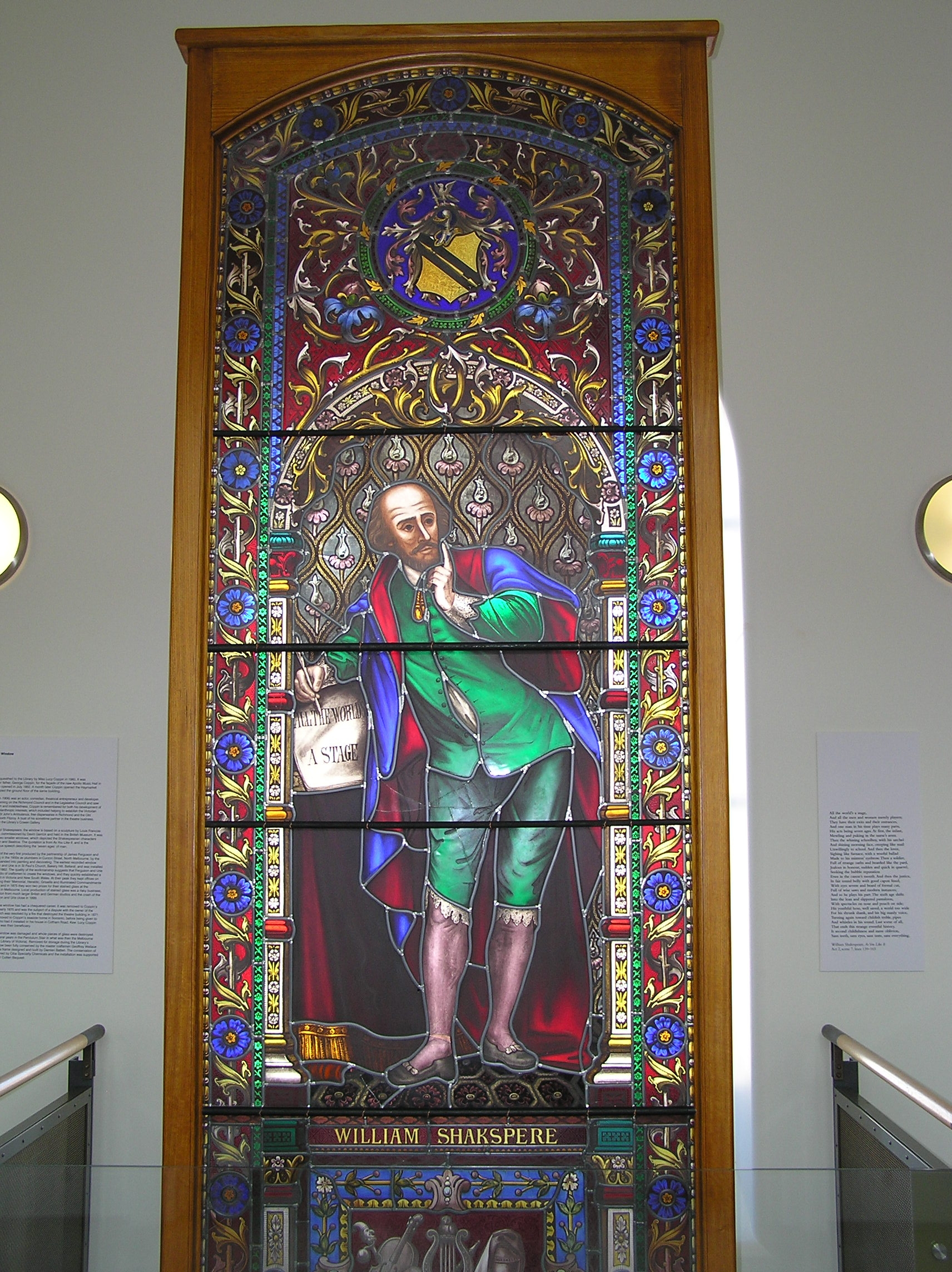
展覧会のウィリアム・シェークスピア像、ドーム・ギャラリー
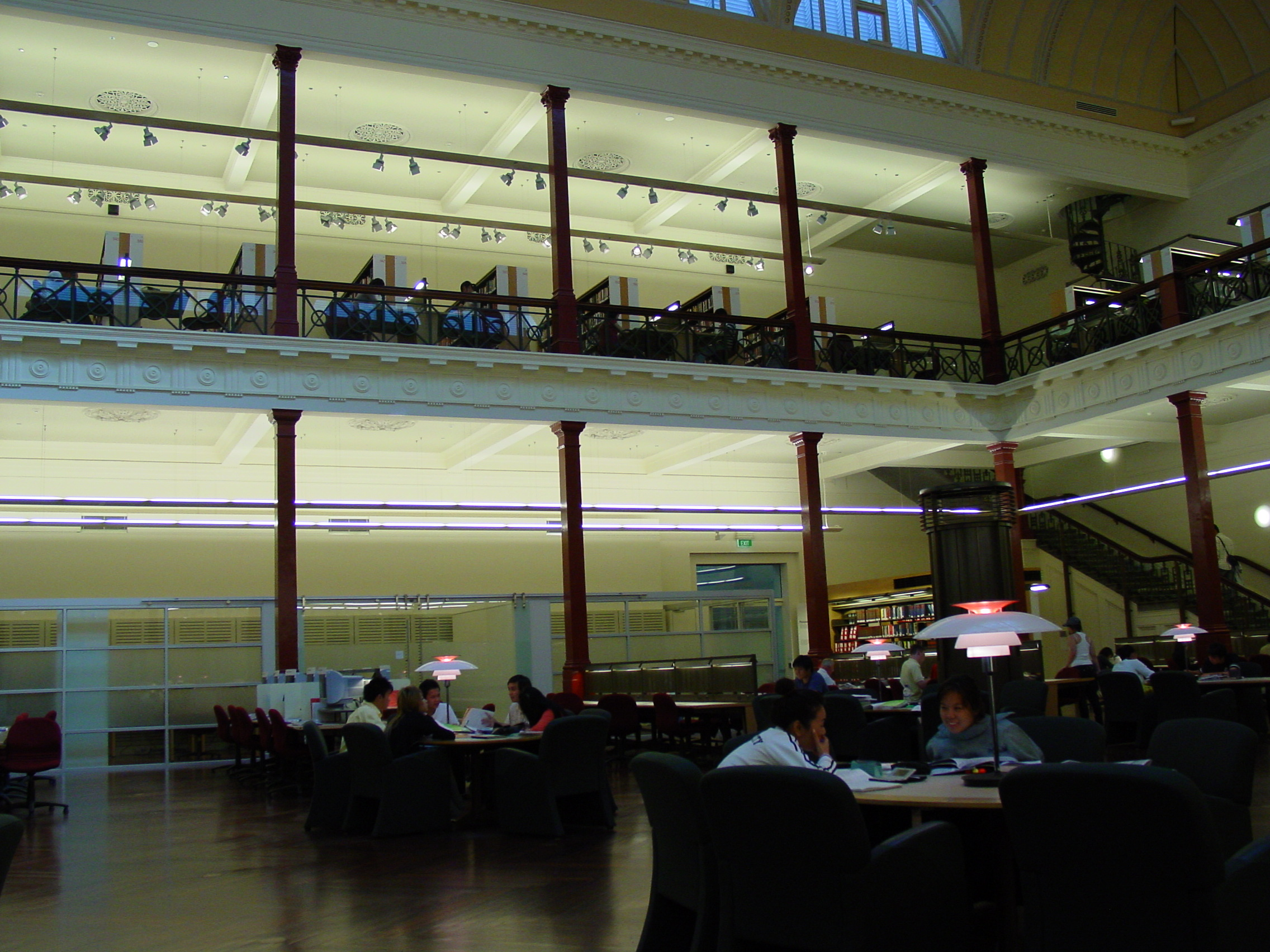
レドモンド・バリー閲覧室
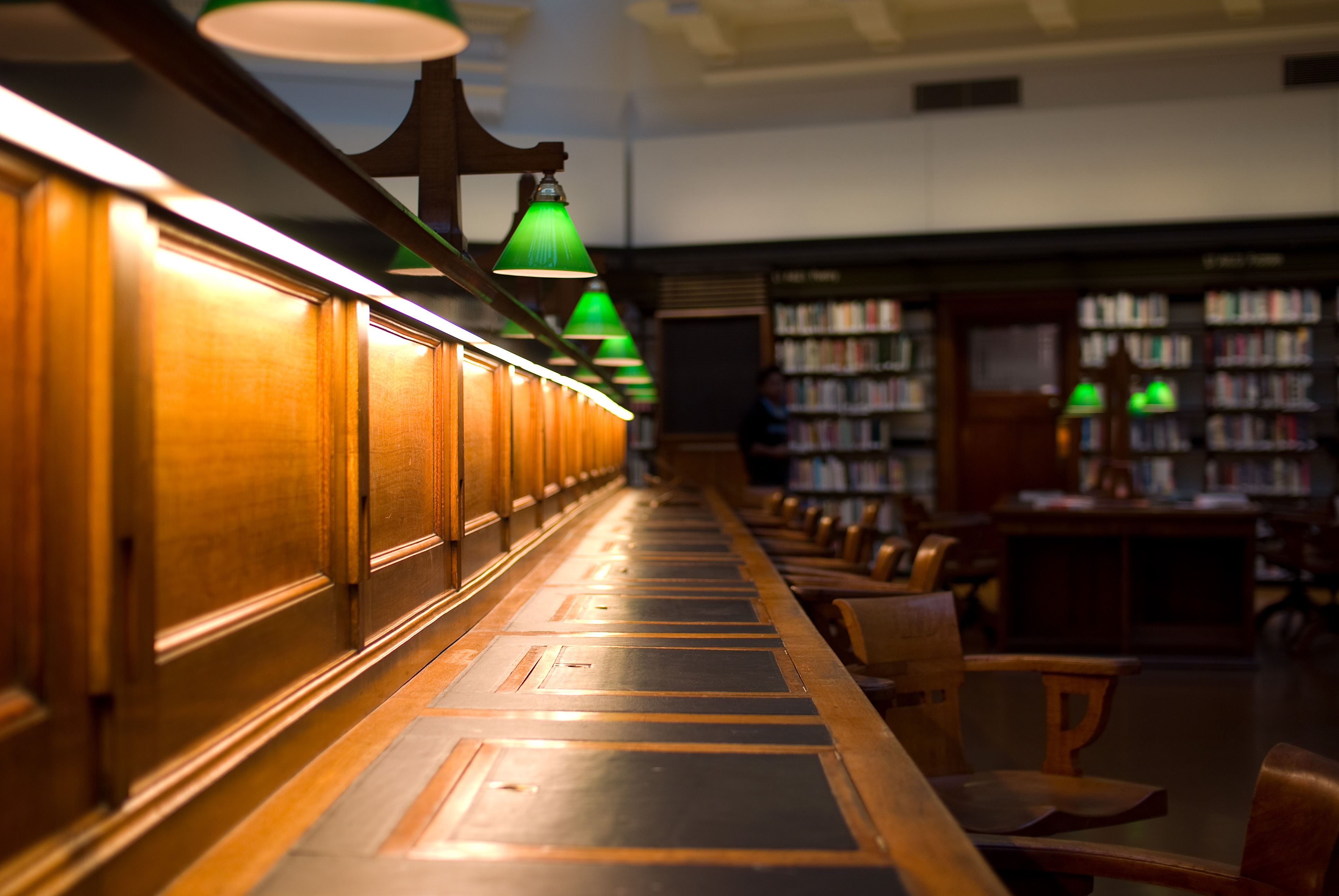
SLVラトローブ閲覧室に並ぶデスク
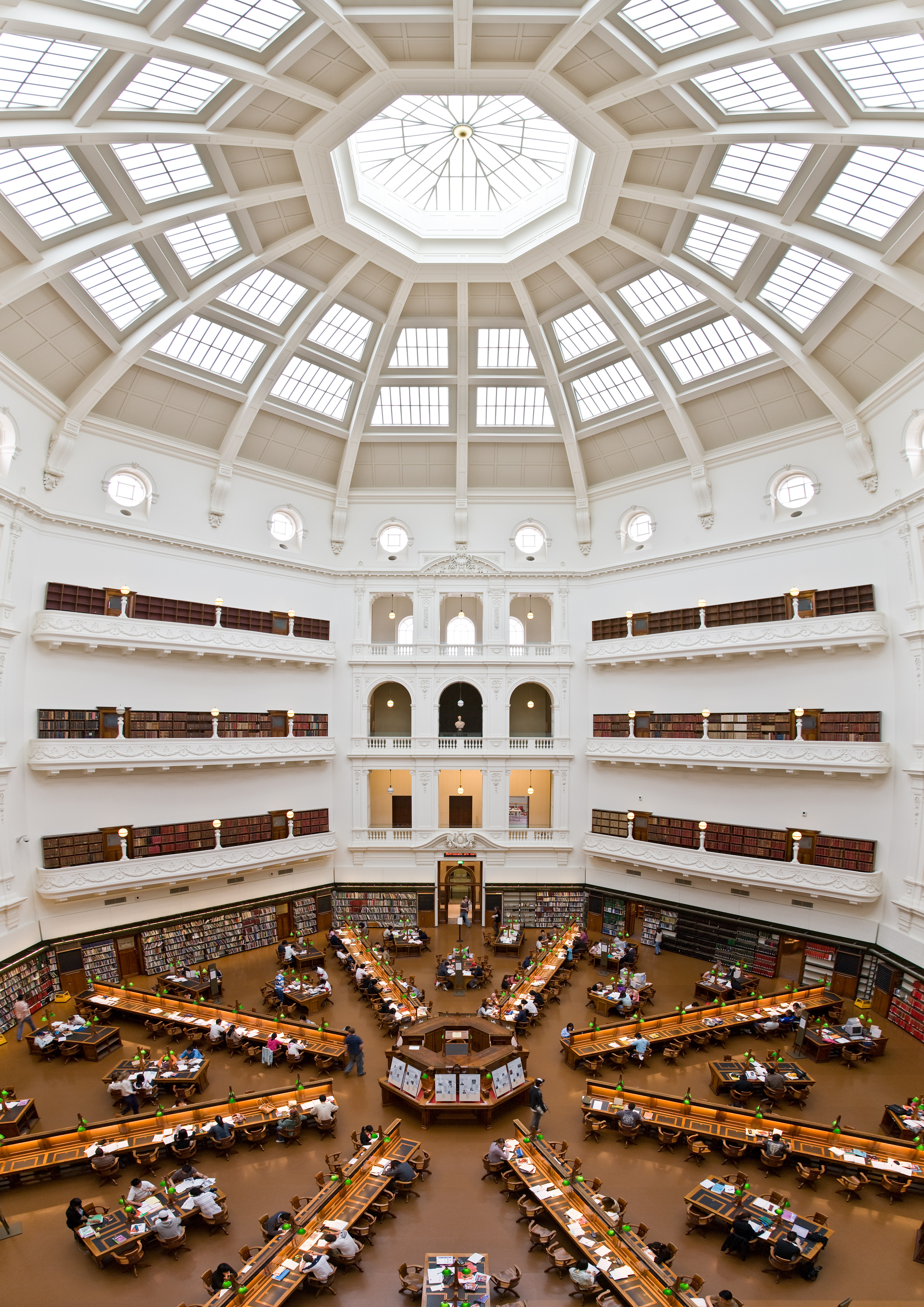
ラトローブ閲覧室（5階から撮影）
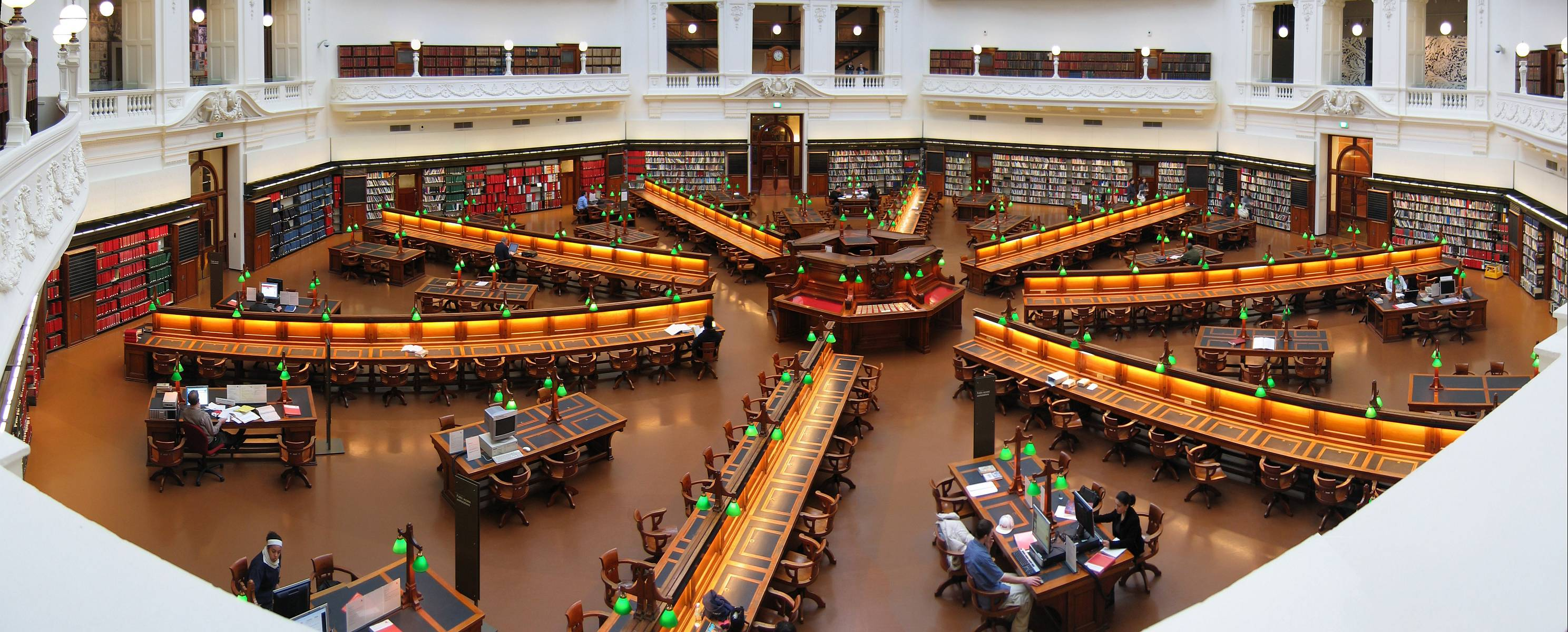
ラトローブ閲覧室（パノラマ）

### 美術品コレクション

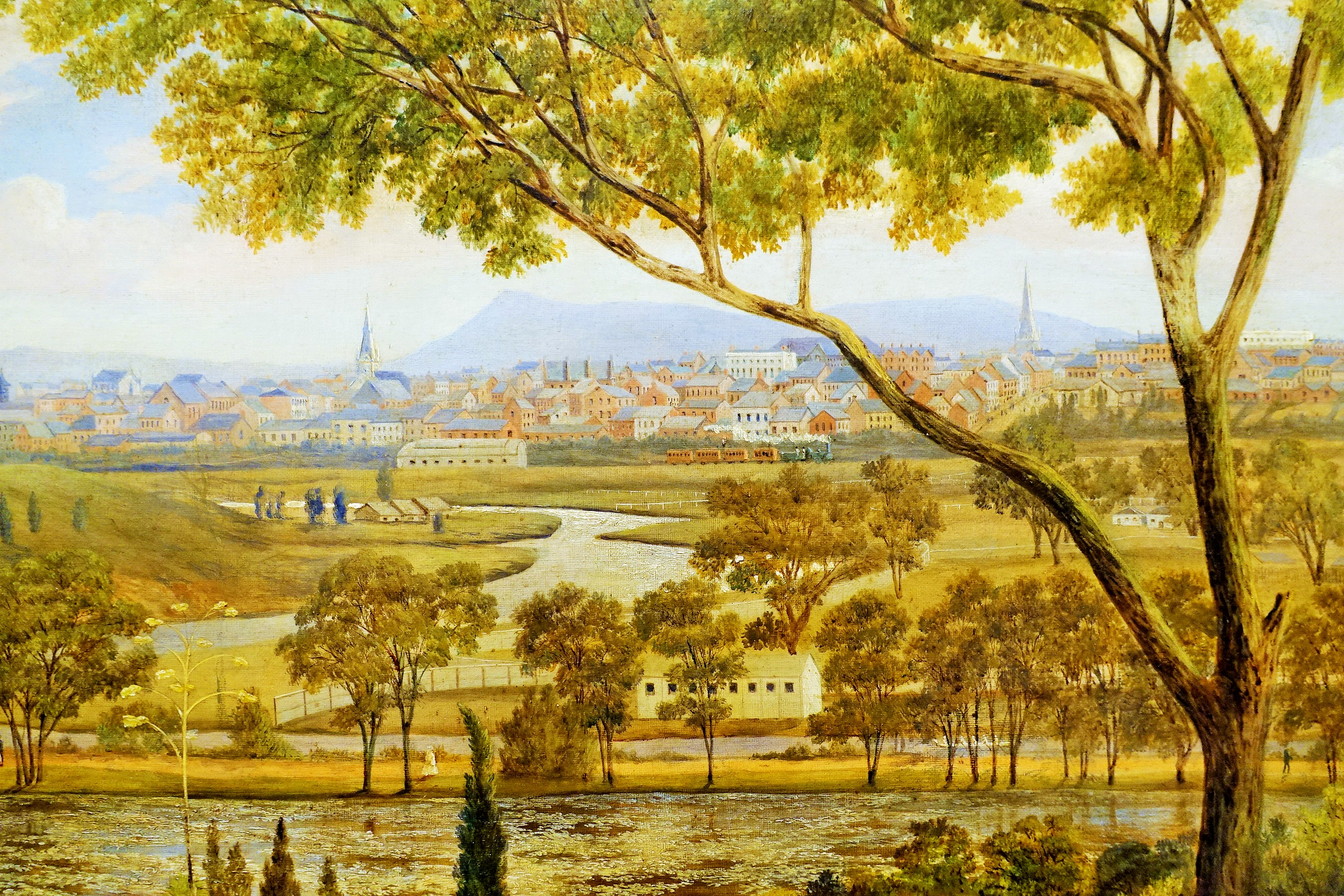
"Melbourne from the Botanical Gardens"(1818) ヘンリー・グリッテン 作
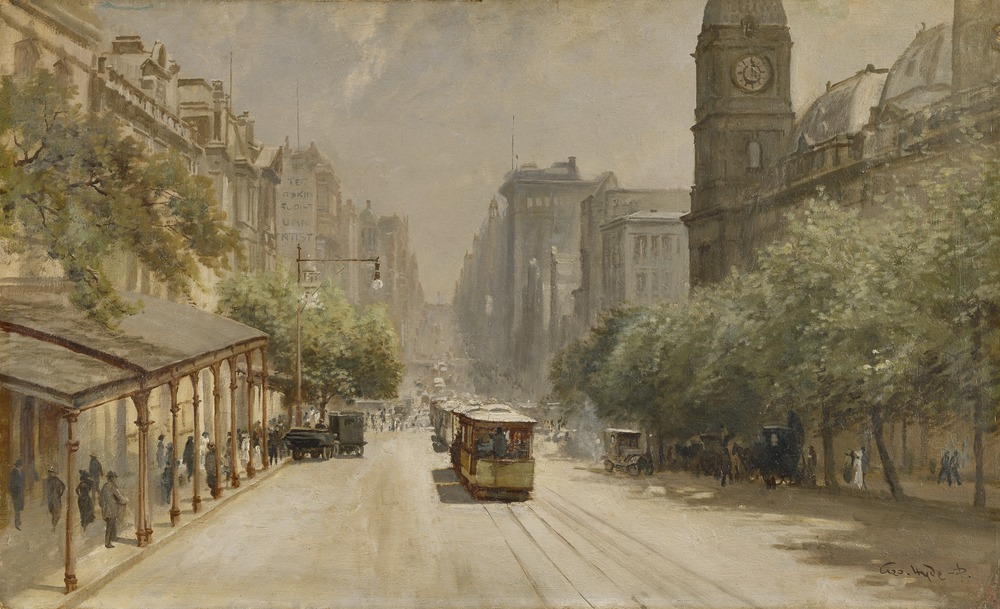
"Collins Street"(c.1912) ジョージ・ハイド・パウナル 作
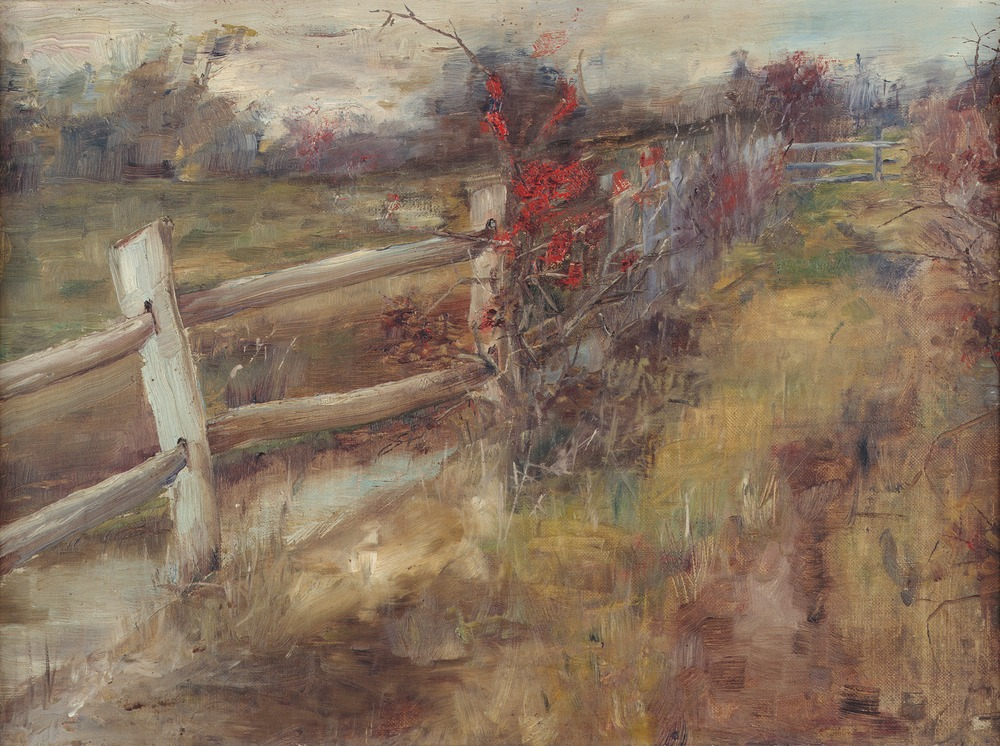
「ホーンソーンの小道」(1909) ヘンリエッタ・マリア・ガリヴァー 作
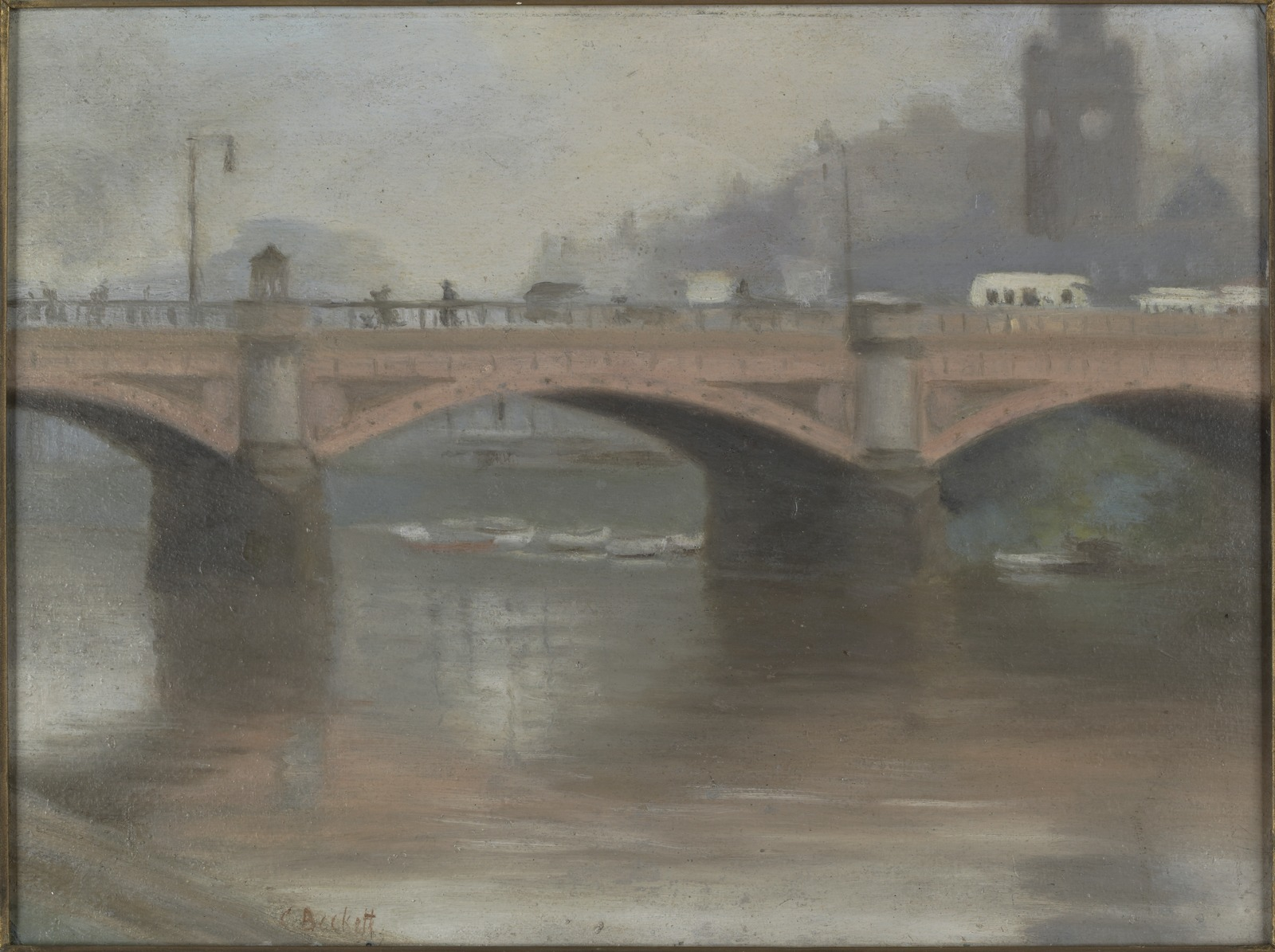
「プリンセス・ブリッジ」(c.1923) クラリス・ベケット 作

## 参照
1. ↑  State Library Victoria Annual Report 2020-2021, p. 36 Archived 11 March 2022 at the Wayback Machine.. Retrieved 20 December 2021
2. ↑  Creative Victoria, Over $55 Million To Transform The State Library Of Victoria, 29 April 2015 Archived 2015年7月25日, at the Wayback Machine., retrieved 29 April 2015

- “State Library of Victoria”. Libraries.  オーストラリア国立図書館. 2008年10月21日閲覧。